# Midnights
Midnights je desáté studiové album americké zpěvačky Taylor Swift, které vyšlo 21. října 2022 pod vydavatelstvím Republic Records. Swift album oznámila na předávání cen MTV Video Music Awards 2022. Desku popsala jako koncepční album zachycující „cestu přes hrůzy a sladké sny“ a jako „třináct bezesných nocí“ jejího života. Album bylo propagováno i skrze TikTok sérii nazvanou Midnights Mayhems With Me od 21. září do 7. října 2022. Na albu jsou dvě kolaborace – na standardní verzi s Lanou Del Rey a na The Til Dawn Edition se objevuje remix písně Karma s Ice Spice. Standardní verze obsahuje 13 písní. Avšak 3 hodiny po původním zveřejnění standardní verze, Swift jako překvapení zveřejnila 7 bonusových skladeb s názvem 3am Edition. 26. května 2023 vyšla edice The Til Dawn Edition, kde se objevují ještě tři další skladby.

## Pozadí alba
Taylor Swift po sporu o prodej masterů svých prvních šesti studiových alb oznámila, že plánuje tato alba znovu nahrát. První dvě reedice, Fearless (Taylor's Version) a Red (Taylor's Version), vydala v roce 2021. K druhé jmenované vznikla desetiminutová verze její písně All Too Well z roku 2012 a také příslušný krátký film, který Swift sama napsala a režírovala. Mainstreamová média očekávala, že jako další vydá třetí reedici.
Za tento krátký film získala Swift 28. srpna 2022 pět nominací na MTV Video Music Awards 2022 a tři z nich vyhrála. Ve své děkovné řeči při přebírání ceny Video roku oznámila „zbrusu nové“ studiové album, jehož vydání je naplánováno na 21. října 2022. Krátce po tomto odhalení se na oficiálních webových stránkách Swift objevily hodiny s odpočítáváním a věta „Meet me at midnight“. Její účty na sociálních sítích byly rovněž aktualizovány touto větou a plátna některých písní zpěvačky na Spotify byla změněna na vizuál se stejnými hodinami odpočítávajícími do půlnoci. Oné půlnoci Swift odhalila název svého desátého studiového alba Midnights a na svých webových stránkách a napříč účty na sociálních sítích zveřejnila obal. Album popsala jako „příběhy třinácti bezesných nocí roztroušených po celém svém životě“.

## Produkce
16. září 2022 zveřejnila Swift na TikToku video zachycující proces nahrávání alba Midnights, na kterém byly záběry Swift a jejího dlouholetého spolupracovníka Jacka Antonoffa v nahrávacím studiu. Server Variety potvrdil, že Jack Antonoff je producentem alba, a také uvedl, že by mohl být jediným koproducentem Swift na desce.

## Seznam skladeb
| Midnights – Standardní edice | Midnights – Standardní edice               | Midnights – Standardní edice                                         | Midnights – Standardní edice               | Midnights – Standardní edice |
| Pořadí                       | Název                                      | Autor                                                                | Producent                                  | Délka                        |
| ---------------------------- | ------------------------------------------ | -------------------------------------------------------------------- | ------------------------------------------ | ---------------------------- |
| 1.                           | Lavender Haze                              | Taylor Swift Jack Antonoff Zoë Kravitz Sounwave Jahaan Sweet Sam Dew | Swift Antonoff Sounwave Sweet Braxton Cook | 3:22                         |
| 2.                           | Maroon                                     | Swift Antonoff                                                       | Swift Antonoff                             | 3:38                         |
| 3.                           | Anti-Hero                                  | Swift Antonoff                                                       | Swift Antonoff                             | 3:20                         |
| 4.                           | Snow on the Beach (featuring Lana Del Rey) | Swift Antonoff Elizabeth Grant                                       | Swift Antonoff                             | 4:16                         |
| 5.                           | You're On Your Own, Kid                    | Swift Antonoff                                                       | Swift Antonoff                             | 3:14                         |
| 6.                           | Midnight Rain                              | Swift Antonoff                                                       | Swift Antonoff                             | 2:54                         |
| 7.                           | Question...?                               | Swift Antonoff                                                       | Swift Antonoff                             | 3:30                         |
| 8.                           | Vigilante Shit                             | Swift                                                                | Swift Antonoff                             | 2:44                         |
| 9.                           | Bejeweled                                  | Swift Antonoff                                                       | Swift Antonoff                             | 3:14                         |
| 10.                          | Labyrinth                                  | Swift Antonoff                                                       | Swift Antonoff                             | 4:07                         |
| 11.                          | Karma                                      | Swift Antonoff Sounwave Sweet Keanu Torres                           | Swift Antonoff Sounwave Sweet Keanu Beats  | 3:24                         |
| 12.                          | Sweet Nothing                              | Swift Joe Alwyn                                                      | Swift Antonoff                             | 3:08                         |
| 13.                          | Mastermind                                 | Swift Antonoff                                                       | Swift Antonoff                             | 3:11                         |
| Celková délka:               | Celková délka:                             | Celková délka:                                                       | Celková délka:                             | 44:02                        |

| Midnights – 3 am Edition | Midnights – 3 am Edition      | Midnights – 3 am Edition           | Midnights – 3 am Edition | Midnights – 3 am Edition |
| Pořadí                   | Název                         | Autor                              | Producent                | Délka                    |
| ------------------------ | ----------------------------- | ---------------------------------- | ------------------------ | ------------------------ |
| 14.                      | The Great War                 | Swift Aaron Dessner                | Swift Dessner            | 4:00                     |
| 15.                      | Bigger Than the Whole Sky     | Swift Antonoff                     | Swift Antonoff           | 3:38                     |
| 16.                      | Paris                         | Swift Antonoff                     | Swift Antonoff           | 3:16                     |
| 17.                      | High Infidelity               | Swift Dessner                      | Swift Dessner            | 3:51                     |
| 18.                      | Glitch                        | Swift Antonoff Sounwave Sweet Drew | Swift Antonoff Sounwave  | 2:28                     |
| 19.                      | Would've, Could've, Should've | Swift Dessner                      | Swift Dessner            | 4:20                     |
| 20.                      | Dear Reader                   | Swift Antonoff                     | Swift Antonoff           | 3:45                     |
| Celková délka:           | Celková délka:                | Celková délka:                     | Celková délka:           | 69:20                    |